# 楊若梓
楊若梓（？—1624年），字原育，號芘寰，沈阳右卫軍籍順天府通州人。

## 生平
有至性，数岁父卒，事母张氏以孝闻。万历三十七年（1609年）己酉科順天乡试举人，四十一年（1613年）癸丑科進士，都察院觀政，四十二年授河南信阳知州，約己愛民，禁羡耗，息爭訟，虛公訊獄，務得其情，案牍不假吏手，娓娓千言，堂上立就。著有《申陽末議》。初莅政，據案審决，監司洪某意輕之，易服入觀於旁，閽者密以告，斷聽自若不少動。洪由是奇其才，凡疑獄悉委鞫焉。歲旱，步禱跪暴烈日中，雨立至，謂未霑足，跪如故，洪某冒雨至，掖之起。又勸農桑，宣六諭，課士文藝，多所造就。察廉奏最，四十八年（1620年）擢禮部祠祭司員外郎，攝儀制司篆。無何，神宗、光宗相繼崩，大禮叠至，若梓擘畫精詳，而其議改元，尤有卓識。當光宗初立也，議以明年為泰昌，及光宗又崩，閣臣九卿皆難之，若梓進曰：是未可以成例拘也，一年三君，前代所無者，以明年為泰昌則無以處今上，然遂以明年為天啓，則無以存先帝，皆不可，請自今即改為泰昌元年，明年春正則為今上紀元。既存先帝之元，又尊今上之統，庶於情理為惬。於是閣臣九卿皆是其議，草奏以聞。先是光宗即位，京營及邊軍皆有賞，獨不及通州五衛，若梓力請得邀賞如例云。吏部尚書趙南星方欲將其調到吏部，天啓四年忽遘疾卒。
天啓二年十月持节册封沈府稷山王朱效钛并妃李氏。

## 家族
曾祖杨景芳，先世以扈從自淮安徙居通州，居城南藁村，力農，家颇富饒。常见一贫士觅食村中，询知避難，留歸三載而去。後士登第来谢，及为府尹，数馈遗相延，景芳卒不诣其署，高洁如此。景芳子杨锡，號南軒，有隐德，善教子，生三子：惟清、惟洪、惟治。
从父杨惟清，字子廉，號明野，万历元年癸酉举人，知山西太谷县，有子八人，以次子杨若桐令睢寧縣，赠如其官。孫楊士炌、楊士烒俱進士。
父杨惟洪，字子宽，號襟野，万历十年壬午举人，早卒，以子若梓贵，赠礼部员外郎。
从父杨惟治，字子理，號同野，万历二十年壬辰進士，历官南阳知县、刑部主事、郎中、河南参政、陕西按察使，崇祯辛未卒，年七十四。第三子楊若橋，亦進士，由行人迁河南道御史，孫杨正中。